# Gemeiner Wirbeldost
Der Gemeine Wirbeldost (Clinopodium vulgare), auch Gewöhnlicher Wirbeldost genannt, ist eine Pflanzenart der Gattung Bergminze in der Familie der Lippenblütler (Lamiaceae).

## Beschreibung

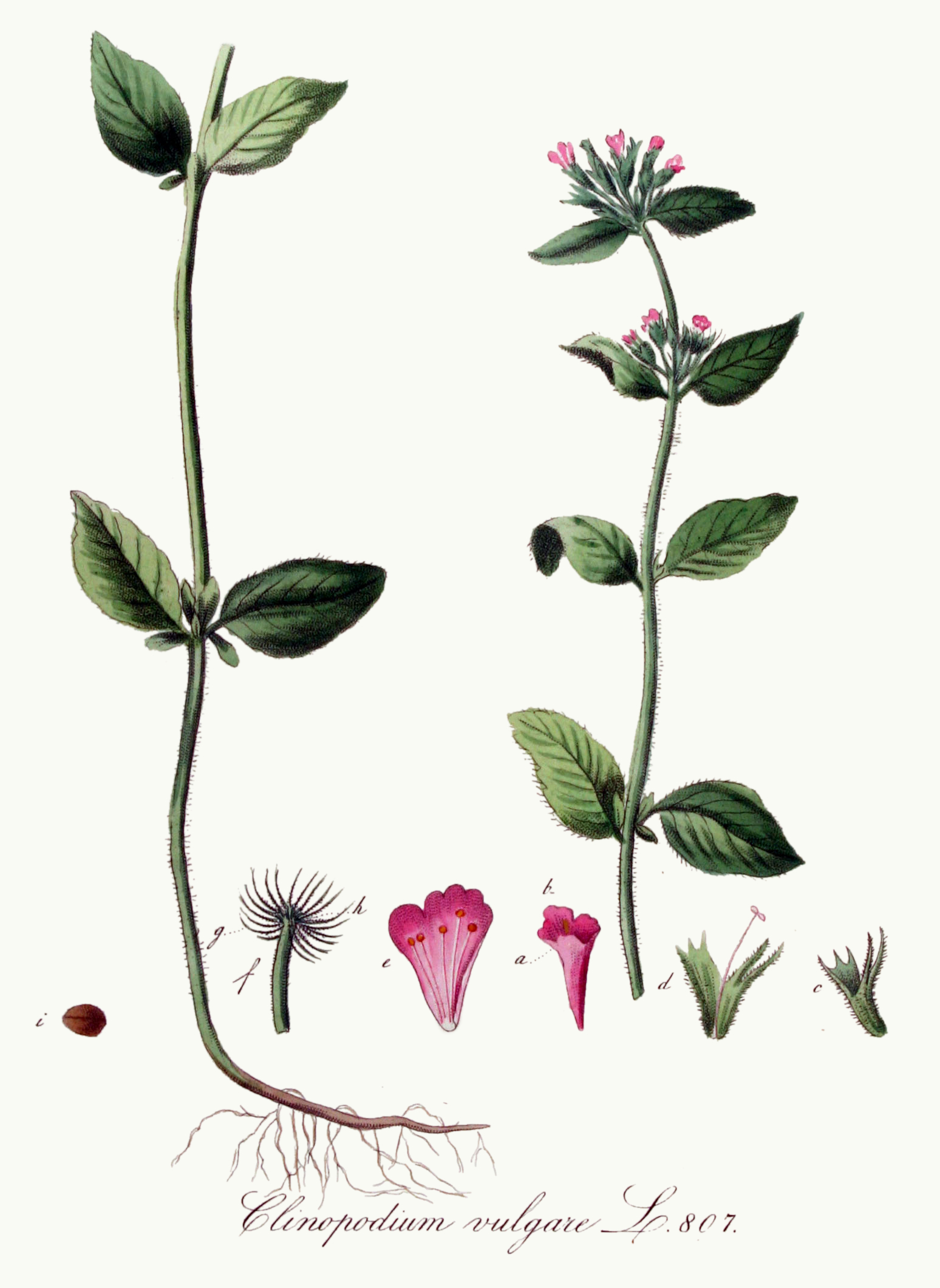
Illustration aus Flora Batava, Volume 11

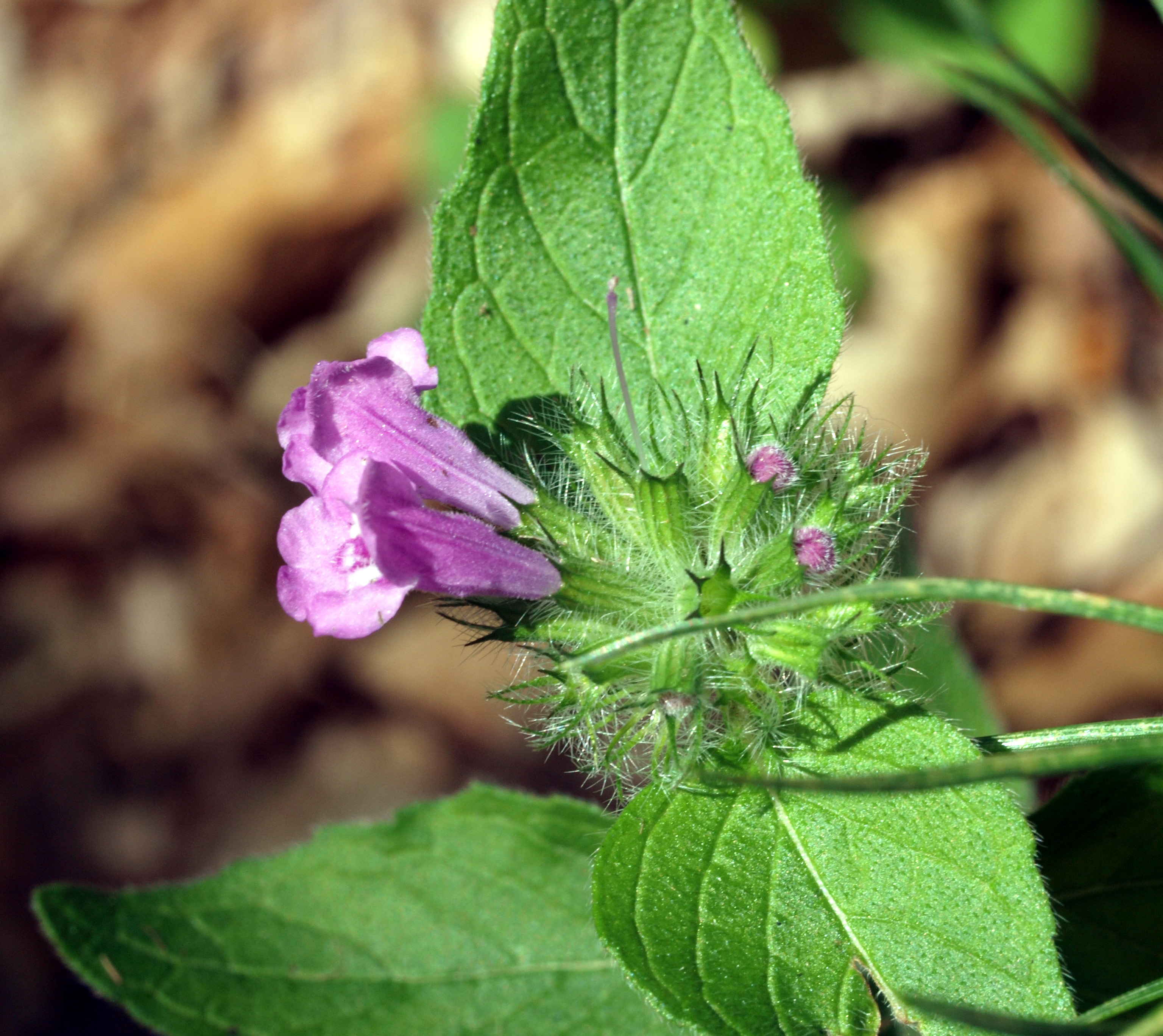
Scheinquirle mit lang bewimperten Hüllblättern

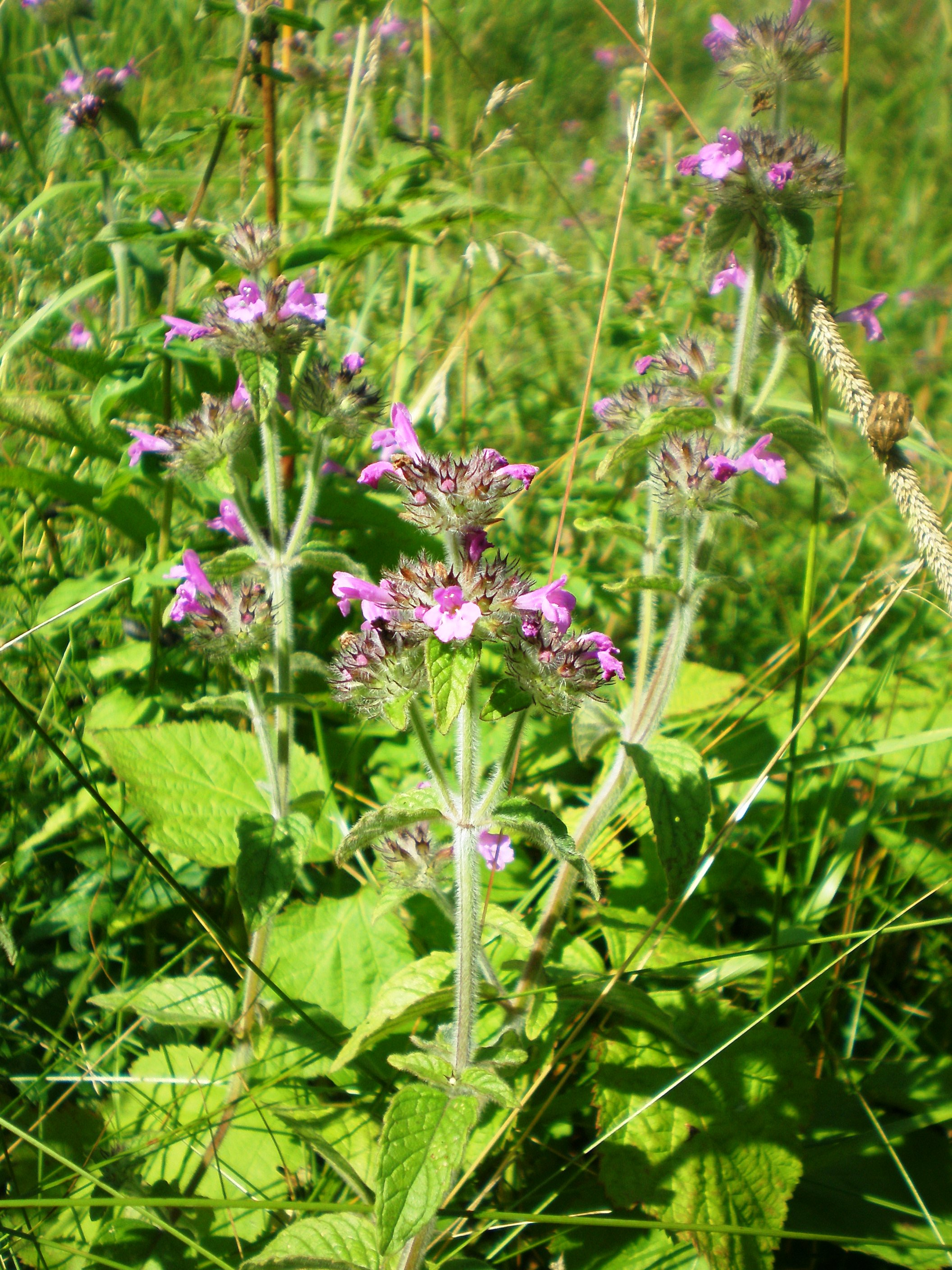
Habitus, Laubblätter und Blütenstände

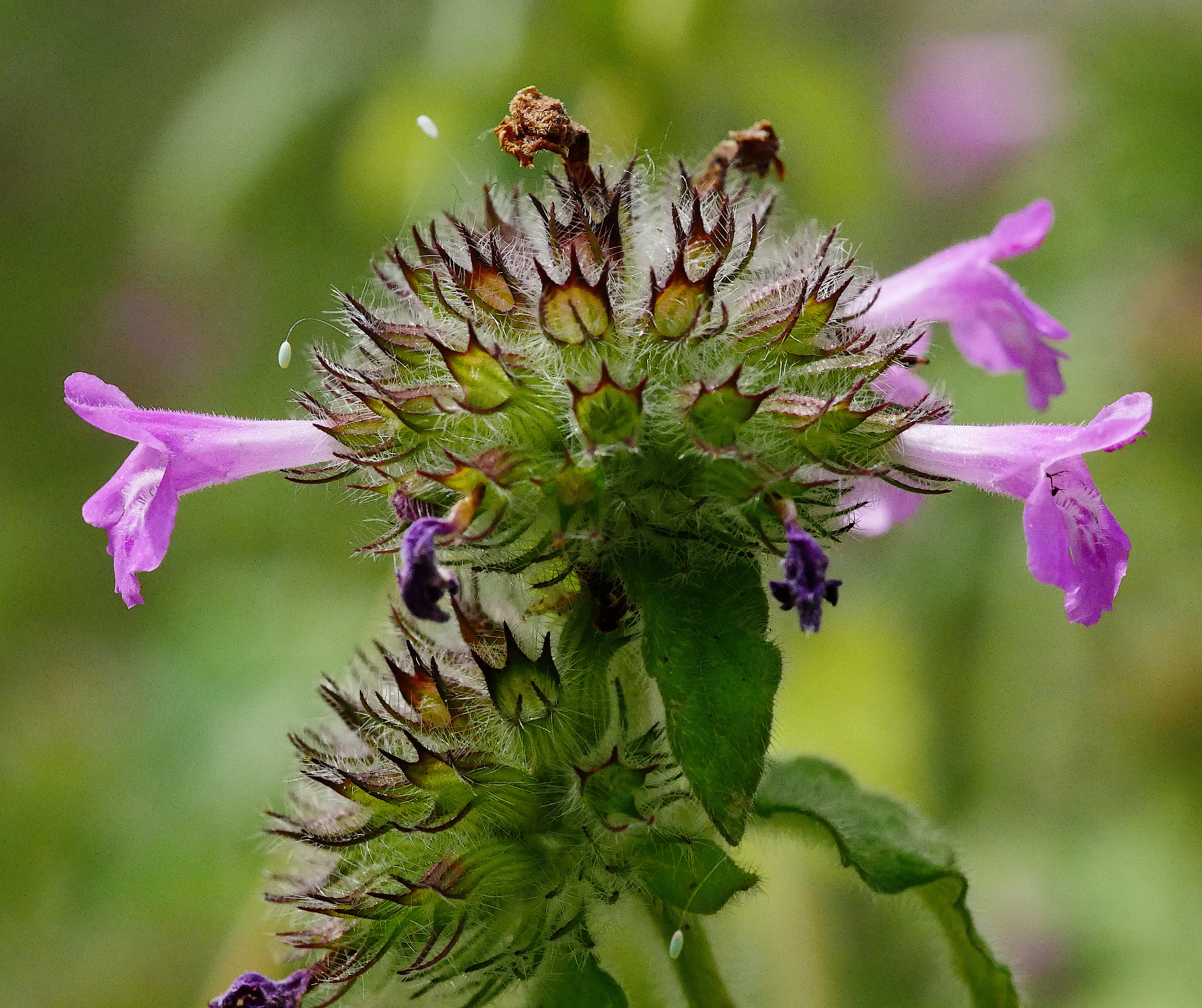
Blütenstand mit letzten Blüten vor dem Verblühen

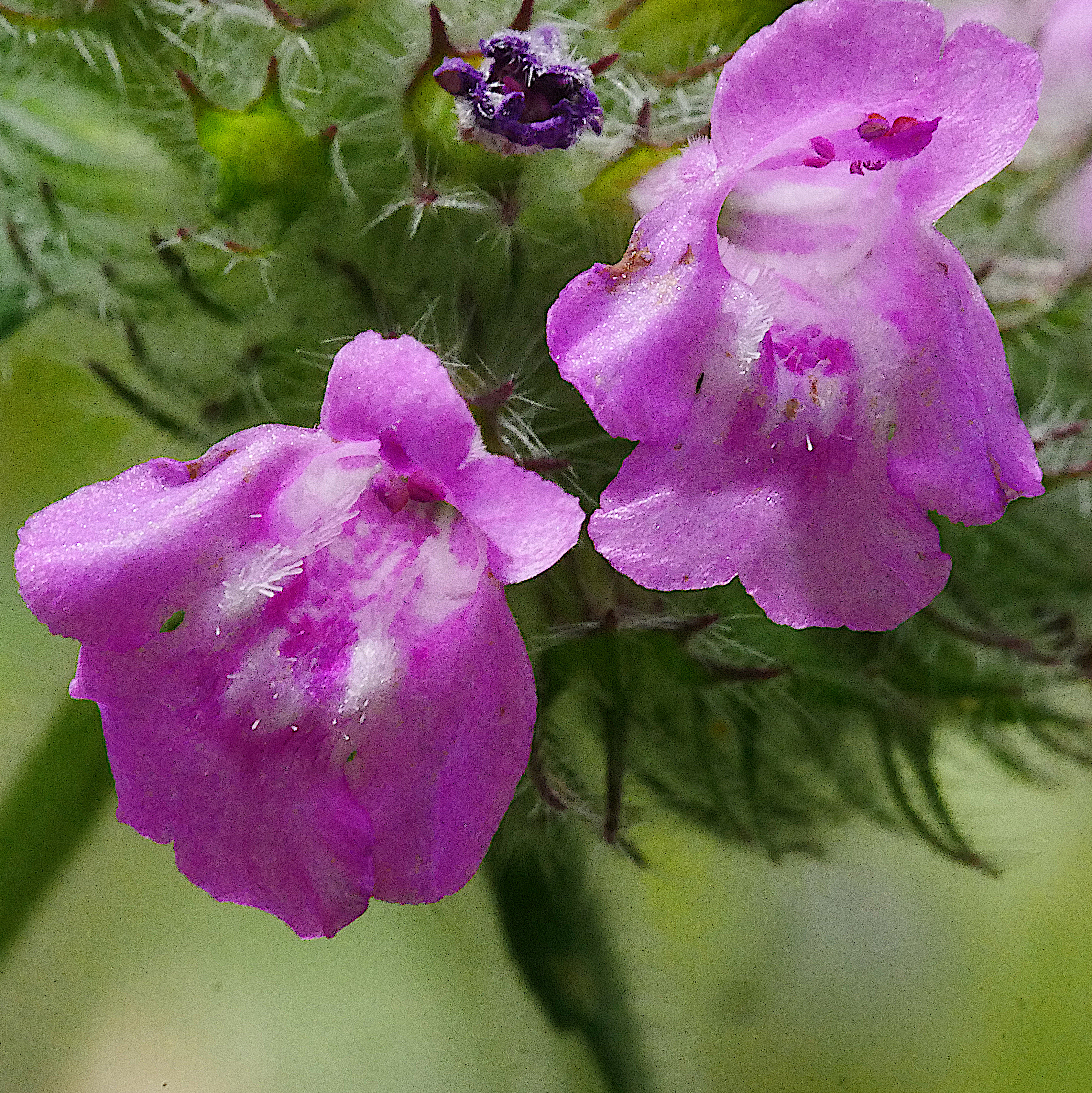
Einzelblüten Frontalansicht

### Vegetative Merkmale
Der Gewöhnliche Wirbeldost wächst als ausdauernde krautige Pflanze und erreicht Wuchshöhen von 20 bis, meist 30 bis 60 Zentimetern. Vom holzigen „Wurzelstock“ gehen Ausläufer aus. Der Wirbeldost ist schwach aromatisch. Der aufsteigende Stängel ist mehr oder minder ästig und abstehend behaart. Die Blätter sind kreuzgegenständig, kurz gestielt, eiförmig und schwach gekerbt bis ganzrandig. Die ein bis vier Scheinquirle werden von einer Hülle umgeben, die aus lang-bewimperten borstigen Blättern besteht und von den tragenden Laubblättern überragt wird. 

### Generative Merkmale
Die Blütezeit reicht von Juli bis Oktober. 10 bis 20 Blüten stehen in dichten Scheinquirlen zusammen. Meist blühen nur wenige Blüten eines Quirls gleichzeitig.  Neben zwittrigen Blüten kommen auch kleinere weibliche Blüten oder auch rein weibliche Pflanzenexemplare vor. Die Blüten sind zygomorph mit doppelter Blütenhülle. Der Kelch hat eine 5 bis 6 Millimeter lange Röhre und 13 etwas vortretende Nerven. Er ist zottig behaart. Die Oberlippe des Kelchs besteht aus drei kürzeren, etwas aufwärts gekrümmten stechend begrannten Zähnen; die Unterlippe aus 2 längeren ebenfalls begrannten Zähnen. Die purpurfarbene oder gelegentlich weiße Blütenkrone ist 10 bis 15 Millimeter lang, außen flaumig behaart, mit leicht gekrümmter Kronröhre. Die Oberlippe der Krone ist 2 bis 3 Millimeter lang, flach und schwach ausgerandet. Die Unterlippe ist fast doppelt so lang und besteht aus 3 rundlichen, am Rand welligen Lappen. Die Klausenfrüchte zerfallen in Klausen. Die kastanienbraunen Klausen sind kugelig und etwa 1 Millimeter lang.
Die Chromosomenzahl aller drei Unterarten beträgt 2n = 20.

### Verwechslungsmöglichkeit
Nichtblühende Pflanzen ähneln dem Echten Dost (Origanum vulgare). Im Unterschied zum Echten Dost sind beim Wirbeldost die Laubblätter auf der Unterseite nicht punktiert.

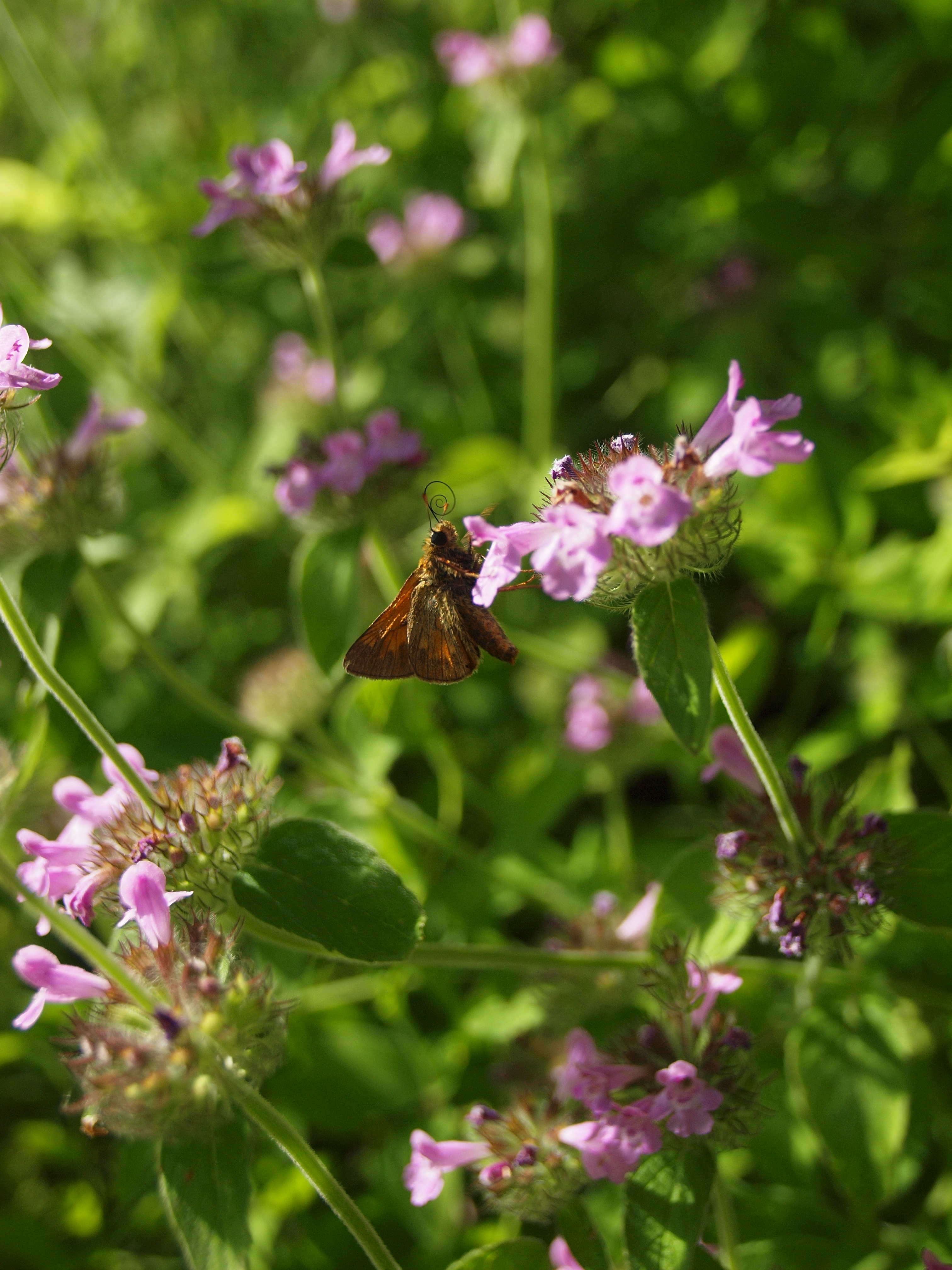
Adulter Rostfarbiger Dickkopffalter auf Gemeinem Wirbeldost auf dem Hochplateau Bijela gora, Montenegro

## Ökologie
Der Gewöhnliche Wirbeldost ist ein Hemikryptophyt (Schaftpflanze).
Blütenökologisch handelt es sich um „Eigentliche Lippenblüten“. Ihre Narben und Staubbeutel sind nur von oben bedeckt. Nektar ist reichlich vorhanden, aber wegen der langen Kronröhre ist er nur Hummeln (Gattung Bombus) und Schmetterlingen zugänglich; auch Selbstbestäubung ist erfolgreich.
Die Diasporen sind die Klausen, die als Windstreuer und Klebhafter ausgebreitet werden.

### Wirtspflanze
Die Raupen der Grasminiermotte Stephensia brunnichella leben (nur) am Wirbeldost.
Der Wirbeldost wird manchmal vom Pfefferminzrost Puccinia menthae befallen.

## Vorkommen
Der Gewöhnliche Wirbeldost kommt in ganz Europa (in Norwegen bis zum 66. Breitengrad), in Nordafrika, im gemäßigten Asien sowie in Nordamerika vor. Nach Gustav Hegi hängt die zirkumpolare Verbreitung dieser Art mit ihren geringen Standortansprüchen und ihrem starken vegetativen Ausbreitungsvermögen zusammen.
Der Wirbeldost wächst in Staudenfluren und an Säumen trockener Standorte (Klasse Trifolio-Geranietea sanguinei) vom Meeresniveau bis in die subalpine Höhenstufe. Er kommt in Höhenlagen bis zu, beispielsweise im Wallis von 2030 Metern, in der Türkei von 2500 Metern vor und in den Allgäuer Alpen steigt er an den Ochsenhofener Köpfen in Vorarlberg bis in eine Höhenlage von 1900 Meter auf. In Mitteleuropa ist er eine Charakterart der Ordnung Origanetalia.
Die ökologischen Zeigerwerte nach Landolt et al. 2010 sind in der Schweiz: Feuchtezahl F = 2+ (frisch), Lichtzahl L = 3 (halbschattig), Reaktionszahl R = 4 (neutral bis basisch), Temperaturzahl T = 4 (kollin), Nährstoffzahl N = 2 (nährstoffarm), Kontinentalitätszahl K = 3 (subozeanisch bis subkontinental).

## Systematik
Clinopodium vulgare wurde 1753 von Carl von Linné in Species Plantarum erstveröffentlicht. Wichtige Synonyme für Clinopodium vulgare L. sind Calamintha clinopodium Spenner und Satureja vulgaris (L.) Fritsch.
Von Clinopodium vulgare sind etwa drei Unterarten anerkannt:
- Clinopodium vulgare L. subsp. vulgare: Der Kelch ist 7 bis 9,5 mm lang, die unteren Kelchzähne sind bis 4,0 mm, die oberen Kelchzähne bis 2,5 mm lang. Das Längenverhältnis der unteren zu den oberen Kelchzähnen liegt um 2,0. Die Blätter sind bis 40 mm lang und besitzen eine Längen-Breitenverhältnis von etwa 1,5. Diese Unterart ist im gemäßigten und submediterranen Europa heimisch und reicht ostwärts bis Indien und Sibirien. Sie kommt auch als Neophyt in der Osthälfte Nordamerikas vor.[4][13]
- Clinopodium vulgare subsp. arundanum (Boiss.) Nyman (Syn.: Clinopodium vulgare subsp. villosum (De Noé) Bothmer): Der Kelch ist 9,5 bis 12 mm lang, die unteren Kelchzähne sind 4,0 bis 5,5 mm, die oberen Kelchzähne 2,5 bis 4,0 mm lang. Das Längenverhältnis der unteren zu den oberen Kelchzähnen liegt um 1,5. Die Pflanze ist stark behaart. Die Blätter sind 40 bis 65 mm lang und besitzen eine Längen-Breitenverhältnis von etwa 2,0. Diese Unterart besiedelt die südliche Iberische Halbinsel, den Maghreb, die Azoren und Madeira.[4][13]
- Clinopodium vulgare subsp. orientale Bothmer: Der Kelch ist wie bei subsp. arundanum. Die Blätter sind mit bis zu 45 mm nur etwas länger als bei subsp. vulgare und besitzen mit etwa 1,5 ein ähnliches Längen-Breitenverhältnis. Diese Unterart ist zentral- und ostmediterran verbreitet und reicht vom südlichen Frankreich bis in den Iran.[4]

### Trivialnamen
Für den Gemeinen Wirbeldost bestehen bzw. bestanden, zum Teil auch nur regional, auch die weiteren deutschsprachigen Trivialnamen: Wild Basilien, Hauptdost (Schlesien), Wilde Nessel (Eifel bei Kerpen), Werbeldost, Wilddost (Schlesien), Wirbeldost und Klein Wohlgemut.

## Nutzung

### Geschichte und Etymologie

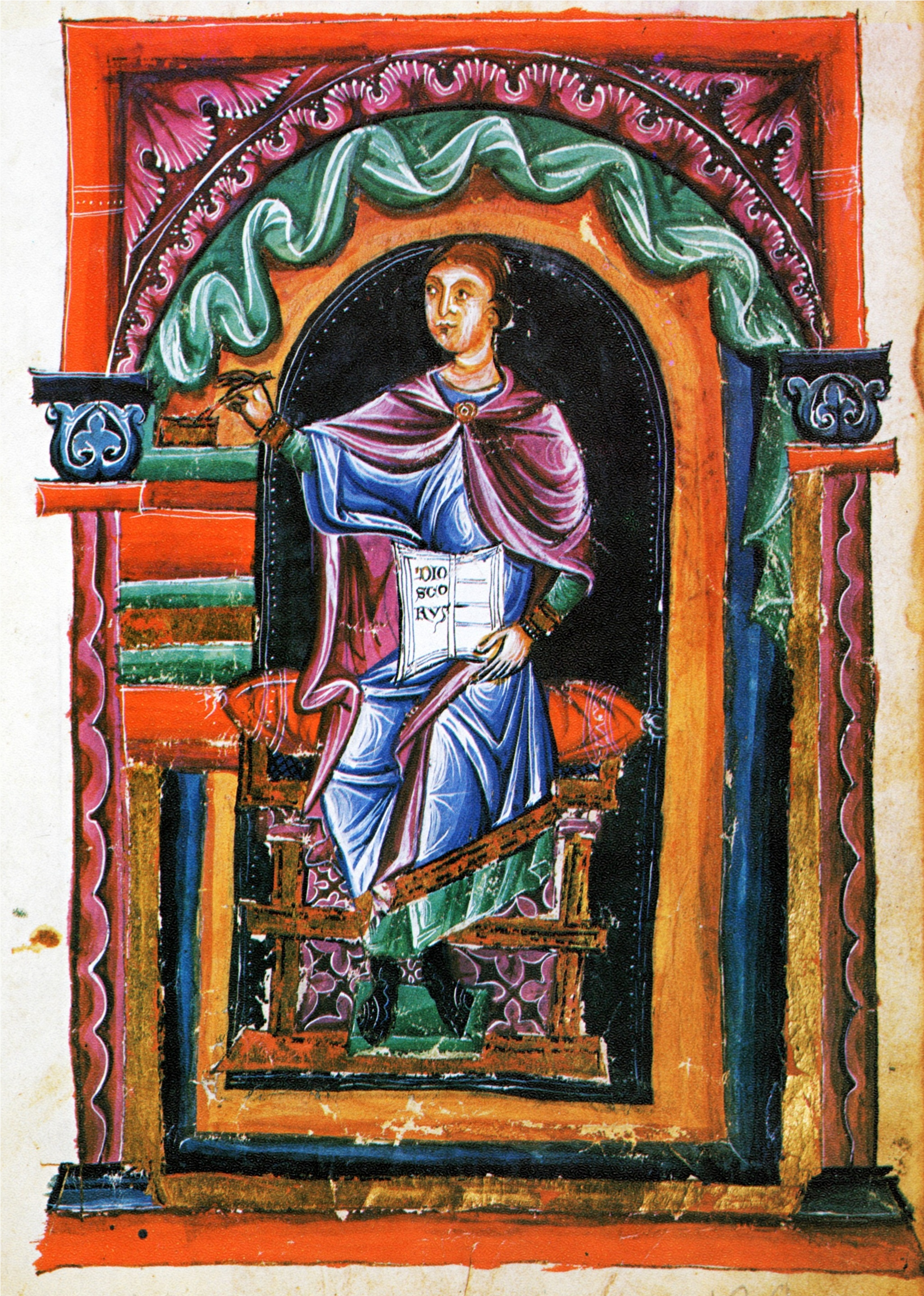
Pedanios Dioscurides. Autorenporträt im Kodex Medicina antiqua (um 1250)

Eine Pflanze Clinopodium wird bereits im 1. Jahrhundert nach Christus vom römischen Arzt und berühmtesten Pharmakologen des Altertums Pedanios Dioscurides im 99. (109.) Kapitel Περὶ κλινοπόδιου („Über Clinopodium“) des III. Buches beschrieben. Dioscurides schreibt: 

„Das Klinopodium ... hat Blätter ähnlich denen des Quendels und Blüten, die Bettfüßen in gewisser Weise gleichen. ... Das Kraut und die Abkochung davon wird gegen die Bisse giftiger Tiere, gegen Krämpfe, innere Rupturen und Harnzwang genommen. Einige Tage hindurch genommen, befördert es die Monatsblutung, treibt den Embryo hinaus und vertreibt auch gestielte Warzen.“

Der Name Clinopodium leitet sich daher von griechisch κλίνη „das Lager, Bett“ und πούς-ποδός „Fuß“ ab: Die Form der Blüten des Wirbeldostes ähnelt den Knäufen antiker Bettfüße. Im Mittelalter wurden der Gemeine Wirbeldost (Clinopodium vulgare L.) und verwandte Arten als clinopodium, aber auch als pes corvi („Rabenfuß“) bezeichnet.

### Medizinische Verwendung
Der Wirbeldost wird in der Volksmedizin als stopfendes, herzstärkendes, wind- und schweißtreibendes, schleimlösendes Mittel eingesetzt. In der bulgarischen Volksmedizin wurde der Wirbeldost zur Wundheilung verwendet. Opalchenova und Opreshkova untersuchten seine antibakteriellen Wirkungen. Ein anderes bulgarisches Team, Dzhambazov, Daskalova, Monteva und Popov, untersuchte die Wirkungen eines Clinopodium-vulgare-Extraktes zur Hemmung des Tumorwachstums. Junge Triebe vom Wirbeldost enthalten Betulin. Betulin ist antientzündlich, antibakteriell, antiviral, hepatoprotektiv und antitumoral. Damit wird der Wirbeldost zu einer interessanten Heilpflanze.

### Weitere Verwendungen
Die frischen oder getrockneten Blätter können als Gewürz Speisen zugegeben werden, sie helfen bei der Verdauung. Die frischen Blätter können Salaten beigefügt werden. Außerdem kann das Kraut als Teeersatz und zur Gewinnung von gelben und braunen Farbstoffen verwendet werden.

## Illustrationen

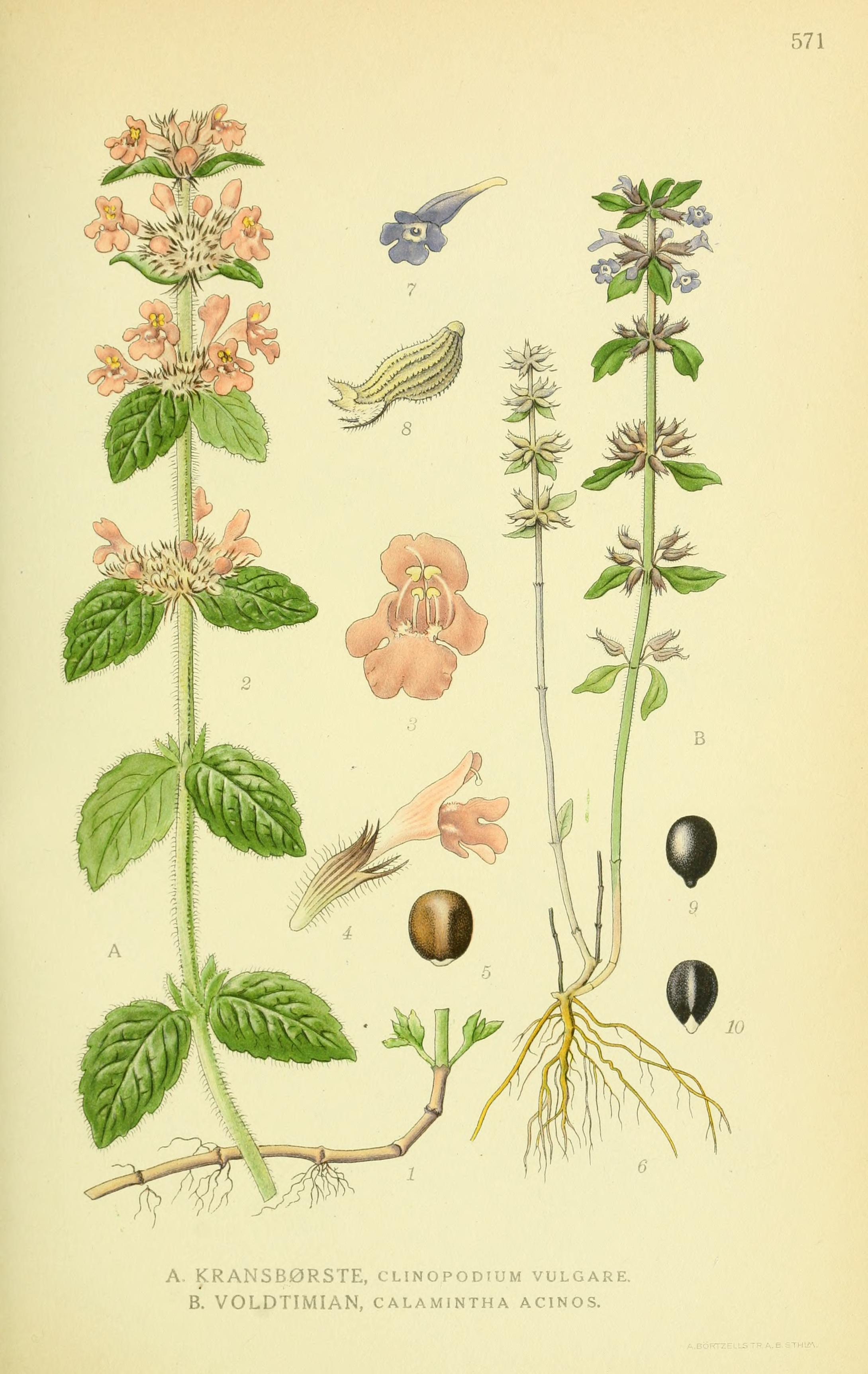
Illustration des Wirbeldosts (links) und des Feld-Steinquendels (rechts) in Billeder af nordens flora